# Víktor Tsariov
Víktor Grigórievich Tsariov (en ruso: Виктор Григорьевич Царёв; Moscú, 2 de junio de 1931 — 2 de enero de 2017) fue un futbolista ruso que se desempeñó como defensor lateral.

## Selección nacional
Fue convocado a la Selección de fútbol de la Unión Soviética con la que jugó doce partidos y no marcó goles. Integró el seleccionado que ganó la Eurocopa 1960.

### Participaciones en Copas del Mundo
Solo participó en la Copa del Mundo de Suecia 1958, donde fue titular en todos los partidos que disputó su seleccionado hasta la eliminación en cuartos de final frente a los locales.
| Mundial                        | Sede   | Resultado        | PJ | Goles |
| ------------------------------ | ------ | ---------------- | -- | ----- |
| Copa Mundial de Fútbol de 1958 | Suecia | Cuartos de final | 5  | 0     |

## Palmarés
- Campeón de la Primera División de la Unión Soviética de 1954, 1955, 1957, 1959 y 1963.
- Campeón de la Copa de la Unión Soviética de 1967.